# Сикине
Сикине́ (яп. 式根島 Сикинэ-дзима) — вулканический остров в Тихом океане. Относится к островам Идзу. Расположен юго-восточнее полуострова Идзу. Остров является частью национального парка Фудзи-Хаконэ-Идзу. Площадь острова составляет 3,9 км², длина — 3 км, ширина — 2,5 км. Самая высокая точка острова — гора Камбики (яп. 神引山) высотой 109 метров. По данным 2009 года, на острове проживает 600 человек. Береговая линия сильно изрезана множеством мелких заливов и бухт. У южного берега расположено несколько небольших островков.